# Romain Mathéou

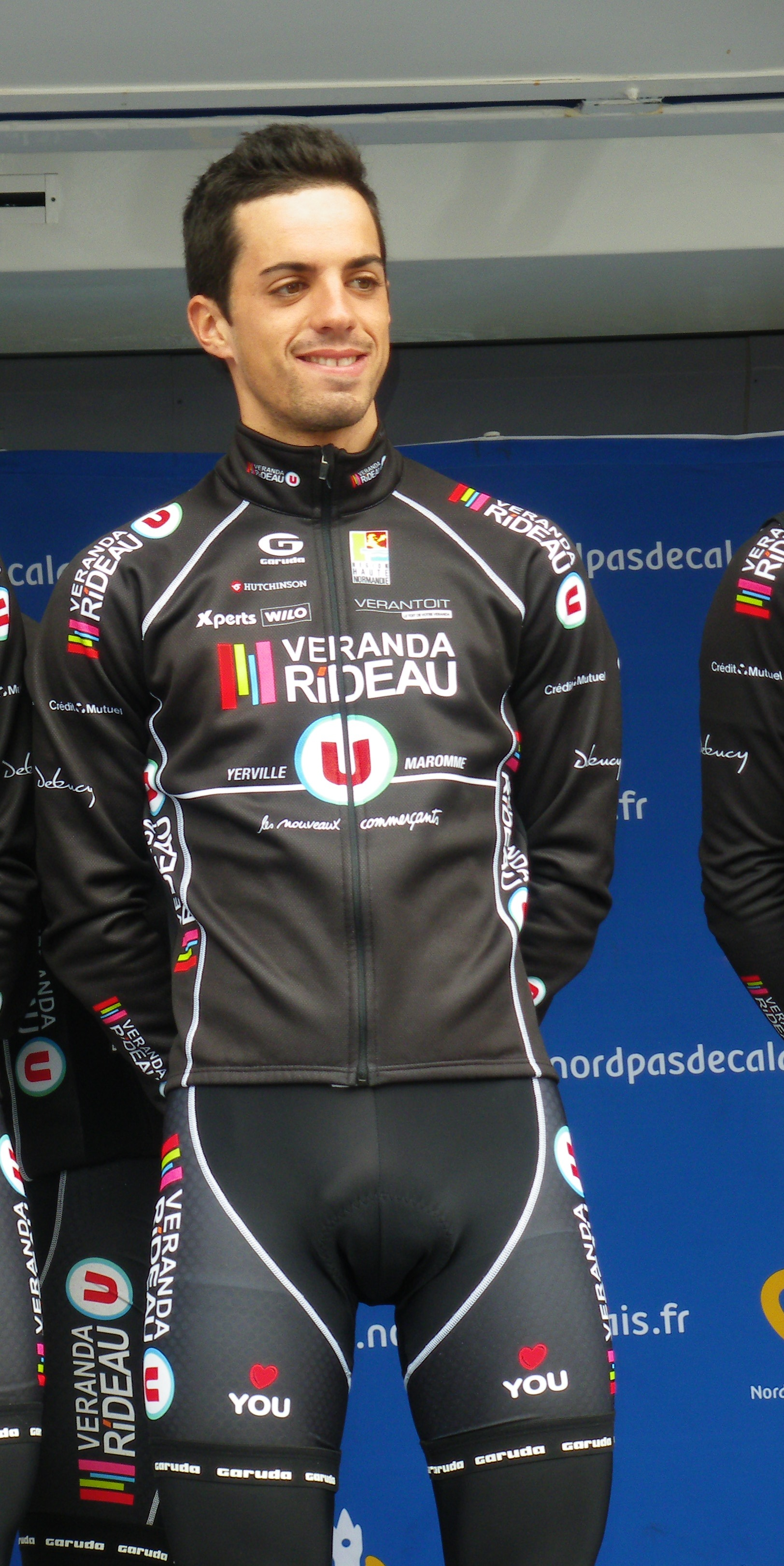
Romain Mathéou bei den Vier Tagen von Dünkirchen 2012

Romain Mathéou (* 8. November 1988 in Auch) ist ein französischer Radrennfahrer.
Mathéou fuhr zwischen 2009 und 2011 für Besson Chaussures-Sojasun, welches ab 2010 Professional Continental Team unter dem Namen Saur-Sojasun an den Start ging. Bei der Tour Alsace 2010 gewann Mathéou mit dem Team das Mannschaftszeitfahren zum Auftakt.
Im Jahr 2013 gewann Mathéou eine Etappe von Kreiz Breizh Elites.

## Erfolge
2010
- Mannschaftszeitfahren Tour Alsace

2013
- eine Etappe Kreiz Breizh Elites

## Teams
- 2009 Besson Chaussures-Sojasun
- 2010 Saur-Sojasun
- 2011 Saur-Sojasun